# Список горско-еврейских писателей

Го́рско-евре́йские писа́тели — писатели, писавшие или пишущие на татском (горско-еврейском) языке джуури.
Среди них есть и двуязычные авторы (варианты сочетаний: татский — русский, татский — азербайджанский, татский — иврит, татский — английский), а также авторы, не создававшие художественные произведения на горско-еврейском языке, но внёсшие вклад в развитие татской (горско-еврейской) литературы — собиратели и публикаторы фольклора, авторы горско-еврейских словарей и грамматик и т. д.

## А
- Абрамов, Исхак
- Абрамов, Хананил Изроевич (1931—2010)
- Авадьяев, Авадья Ашитович (Авдиев) — лексикограф
- Авдалимов, Абрам Борисович (1929—2004)
- Авшалумов, Хизгил Давидович (1913—2001) — советский прозаик, поэт и драматург.
- Агарунов, Антон
- Агарунов, Михаил Яковлевич (1936)
- Агарунов, Шабтай
- Агарунов, Юмту
- Агарунов, Яков Михайлович (1907—1992)
- Азизов, Манашир Симхаевич (1936—2011) — писатель, кандидат филологических наук, член Союза журналистов России с 1972 г.
- Айболо из Тарки
- Амин, Хизкия
- Амиров, Лазарь Веньяминович (1936—2007) — поэт.
- Амиров, Артур Нихбоевич (1967)-российский писатель,поэт.
- Анисимов, Илья Шеребетович (1862—1928)
- Анисимов, Нафтали Александрович (1886-после 1965)
- Арагунов, Яагу (1907) — писатель
- Атнилов, Даниил Атнилович (1915—1968)
- Аширов, Шалми
- Ашуров, Итом

## Б
- Бахшиев, Дубия Юсуфович (1914—1993)
- Бахшиев, Миши Юсупович (1910—1972)
- Бахшиев, Зоволун (1896—1968) — первый профессиональный литературный переводчик на языке горских евреев. Поэт, драматург и журналист. Его стихи, пьесы и литературно-критические статьи публиковались в газете «Захметкеш» (Труженик). Был редактором по изданию книг на родном языке.
- Бахшиев, Феликс Михайлович (1937) — прозаик, публицист
- Бен-Ами, И. (Беньяминов, И.) (? — 1937?) — aктивист Поалей Цион, затем член ВКП(б). Oбщественный деятель. Писатель (евр., рус.).
- Бен-Герарий (Раввинович, Михаил Исаевич) (1892—1942) — писал стихи, поэмы, пьесы на еврейские темы. Организовал театральный кружок, где был постановщиком пьес, и своих, и переведенных с других языков.
- Бинаев, Асаил (1882—1958)
- Биняминов, Шалми
- Бираров, Яков Юшвагович
- Будагов, Семен
- Бунятов, Юсуф

## Г
- Гаврилов, Борис Гаврилович (1908—1990)
- Гаврилов, Михаил Борисович (1926—2014)
- Гилядов, Н.
- Гилядова, Хавасюрут
- Горский, Герцль (Герцль Рабинович) (1904 или 1906—1937?) — драматург и поэт
- Гуршумов, Евда
- Гуршумов, Эльдар Пинхасович (1940)

## Д
- Давидов, Адам
- Давидов, Исроил
- Дадашев, Манувах Мардахаевич (1913—1943)
- Дадашев, Михаил Борисович (1936)
- Дадашев, Хизгил (1860—1945)
- Данилов, Данил Исмайылович (1932)
- Дарман б. Нувах (1845—1912) — поэт

## Е
- Евдаев Борис Ханунович
- Евдаев, Ноберт Михайлович (1929
- Евдаева, Мария

## И
- Изгияев, Сергей Давидович (1922—1972) — горско-еврейский советский поэт, драматург и переводчик.
- Изъяев, Роман Савиевич (1940—2018) — советский, российский и израильский актёр, худо́жественный руководи́тель, сценарист и декоратор горско-еврейского театра.
- Илишаев, Нисим (1923)
- Ильягуев, Яков (1916—)
- Исаков, Биньями (Бинямин)
- Исаков, Мататя
- Исаков, Рафаэльсимон
- Ифраимов, Илья Ифраимович (1919)
- Ифраимов, Пинхас
- Ицхаки, Яаков Ицхакович (1846—1917) — раввин, ученый, религиозный сионист и основатель поселения Беэр-Яаков.

## К
- Кубинский, Исюф б. Хаим (прибл. 1835—1917 гг.) — поэт
- Кукулиев, Амал Данилович (1935—2000) — советский и российский поэт, сказитель и фольклорист
- Кядярьли, Юсиф

## Л
- Лазарев, Лазарь К. (?—1970)
- Леви, Рита

## М
- Мататов, Ехиил Рувинович (1888—1943) — В 1928 году основал газету «Захметкеш» (на языке горских евреев). В 1932 году под его редакцией издан «Политический словарь» и сборник «Татские поэты».
- Мигиров, Иосиф (1951)
- Мирзоев, Гасан Борисович (1947)
- Мишиев, Ягутил Израилович (1927—2024) — советский публицист, автор книг об истории Дербента. Заслуженный учитель Республики Дагестана и Российской Федерации.
- Моше Ширвани
- Мошияхов, Яшар (1939—?)
- Мушаилов, Асаф Ханухович (1952) — канадский русскоязычный писатель и поэт.
- Мишиев Пейсах Беньягуевич

## Н
- Набинович, З.

## О
- Овшолум, Мардахай (1860—1925) Сибири (Сибирский) — поэт-бунтарь

## П
- Пинхасов, Эсеф Итом (Асаф Ютамович; 1884—1920)

## Р
- Рабаев, Виктор Агавович
- Рабинович, З.
- Рахмилов, Гемрииль
- Рувинов, Рахамим (1893—1955)
- Рувинов, Эльхнан

## С
- Саадияев, Натан
- Сафанов, Беньямин (1929)
- Сафанов, Шефи
- Семендуев, Александр Шаулович (1916—1999)
- Семендуева, Зоя Юноевна (1929—2020)
- Семёнов, Юно Шаулович (1899—1961)
- Симанду, Шаул (1856—1939)
- Соломонов, Нетен
- Соломонов Артур

## Т
- Ташаева, Инесса Матвеевна (—2016)
- Ташаев Шамиль
- Торхуни, Ойбала — поэт
- Теймурова Людмила Теймуровна

## Х
- Хаймович-Шур, Иосиф
- Хананаев, Илия
- Ханукаев, Борис
- Ханухов, Исхак (1903—1973) — писатель

## Ш
- Шабаев, Давид Авигадулович (Викторович) (1922—2009) — историк, археограф, поэт, композитор, публицист, заслуженный работник Кабардино-Балкарии.
- Шалмиев, Зарбоил (19??-19?? учитель из г. Кубы. АСС. Награжден  Орденом Ленина.
- Шамаев, Рашбиль Шамаевич (1935 - 2020)
- Шамаилов, Рамбом
- Шаулов, Шаул
- Шейда, Симах (1936)

## Щ
- Щербатов, П.

## Ю
- Юсифов, Зарахия
- Юсупов, Моше (1922 или 1927—2009)
- Юсуфов, Семён (1899—1961)
- Юсуфов, Худоодот
- Юсуфова, Фрида (1949)

## Я
- Ягданов, Юрий
- Якубов, Алексей
- Якубов Альберт
- Якубов, Эмиль (?—1940-е)
- Якубов, Юшва
- Яшаев, Данил

## Основные источники
- еврейско-татская литература — статья из Электронной еврейской энциклопедии.
- КЛЭ: Мусаханова Г. Б. Татская литература.
- Писатели Советского Дагестана: Справочник. — Махачкала, 1964.
- История дагестанской советской литературы. Тт. 1—2. — Махачкала, 1967.
- Мусаханова Г. Б. Татская литература: Очерк истории. 1917—1990. — Махачкала: Дагестанское книжное издательство, 1993. — 356  с.
- Мурзаханов Ю. И. Горские евреи: Аннотированный библиографический указатель. — М., 1994.
- Агарунов М., Гусейнов Р., Керимов Э. Горские евреи Азербайджана: Библиографический указатель. — Баку, 2000.
- Абрамов Х. И. Краткая энциклопедия горских евреев. — Иерусалим, 2006.
- Давыдов В. Очерки о культуре горских евреев в Израиле. — Иерусалим, 2009.